# 第一代乌拉赫公爵威廉
第一代乌拉赫公爵威廉（德語：Wilhelm, Herzog von Urach，1810年7月6日—1869年7月17日），符騰堡公爵腓特烈二世·歐根的孫子、符騰堡國王腓特烈一世的姪子。

## 家庭
1841年，威廉與提奧德琳·德·博阿爾內結婚，兩人共有四個女兒：
1. 奧古斯塔（1842年—1916年）
2. 瑪麗（1844年—1864年）
3. 歐亨妮亞（1848年—1867年），早逝
4. 瑪蒂爾德（1854年—1907年）

提奧德琳於1857年去世。1863年，威廉與摩納哥的佛洛雷絲汀結婚，兩人共有兩個兒子：
1. 第二代乌拉赫公爵威廉·卡尔（1864年—1928年）
2. 烏拉赫的卡爾·約瑟夫（德语：Karl Joseph von Urach）（1865年—1925年）